# AS Port-Louis 2000
L'Association Sportive Port-Louis 2000 és un club de futbol de la ciutat de Port Louis, Maurici. Els seus colors són el vermell. Són anomenats els mosqueters.
El club va néixer l'any 2000 després de la reforma del futbol al país i de la seva regionalització. Fou el resultat de la unió dels clubs Roche Bois Boys Scouts-St Martin United FC i Century Welfare Association de Port-Louis.

## Palmarès
- Lliga mauriciana de futbol:[5]

2002, 2003, 2003/04, 2004/05, 2011, 2015/16
- Copa mauriciana de futbol:[6]

2002, 2005
- Copa de la República mauriciana de futbol:[6]

2001, 2004, 2005, 2013/14